# Acantharctia metaleuca
Acantharctia metaleuca is een vlinder van de familie van de spinneruilen (Erebidae), van de onderfamilie van de beervlinders (Arctiinae). De wetenschappelijke naam van deze soort is voor het eerst voorgesteld door George Francis Hampson in een publicatie uit 1901.
De soort komt voor in Soedan, Eritrea, Nigeria, Congo-Kinshasa, Oeganda en Kenia.